# Vantagem de cartas
A vantagem de cartas é um termo usado na estratégia de jogos de cartas colecionáveis para indicar que um jogador tem acesso a mais cartas do que outro jogador, geralmente comprando mais cartas por meio de efeitos no jogo. O conceito foi descrito pela primeira vez na evolução do jogo Magic: The Gathering, onde muitos decks iniciais dependiam de um jogador comprar mais cards do que seu oponente e, então, usar essa vantagem para realizar mais jogadas e adquirir uma posição mais vantajosa que seu oponente. Em 2007, foi reconhecido como um dos indicadores mais importantes de quem está à frente no jogo e tem sido utilizado no desenvolvimento de estratégia para quase todos os jogos de cartas colecionáveis criados.